# ام‌اس زوئیدردم
ام‌اس زوئیدردم (به انگلیسی: MS Zuiderdam) یک کشتی است که طول آن ۲۹۱ متر (۹۵۴٫۷ فوت) می‌باشد. این کشتی در سال ۲۰۰۱ ساخته شد.